# Elf (группа)
Elf (МФА: [elf]; англ. Эльф) — американская рок-группа, основанная в 1967 году известная в основном благодаря её лидеру — Ронни Джеймсу Дио. Основана певцом и басистом Ронни Джеймсом Дио, клавишником Дугом Талером, барабанщиком Гэри Дрисколом, и гитаристами Ником Пантасом и Дэвидом Файнштейном (двоюродный брат Дио). Группа первоначально называлась (the) Electric Elves, но была сокращена до (the) Elves в 1968 году и, наконец, Elf в 1972 году. Группа распалась в 1975 году после записи трех альбомов и после того, как большая часть состава перешла в недавно сформированную группу Rainbow Ричи Блэкмора.

## История
Группа была создана в 1967 году и получила название «The Electric Elves». В оригинальный состав группы помимо самого Дио (который тогда ещё выступал под своим настоящим именем — Рональд Падавона) входили: гитарист Дэвид Файнштейн (двоюродный брат Ронни), гитарист Ник Пантас, клавишник Дуг Талер и барабанщик Гэри Дрискол. Басовые партии исполнял сам Дио. В том же году группа подписала контракт с «Decca Records» и в конце года выходит сингл «Hey Look Me Over» / «It Pays To Advertise».
На следующий год группа сменила лейбл на «MCA Records», на котором был издан третий сингл, «Amber Velvet» / «West Virginia».
12 февраля 1968 года, выехав на очередной концерт, музыканты попали в аварию. Ник Пантас погиб, а Рональду наложили на голову около 150 швов после того, как он лбом пробил лобовое стекло. У Дэвида была сломана лодыжка и разбито лицо. В больницу с многочисленными травмами попал Талер. Чтобы временно заменить его, в группу был приглашён вернувшийся из армии Микки Ли Соул. В конце года название группы сократилось до «The Elves», а вскоре в строй вернулся Талер, ставший гитаристом, поскольку расставаться с Соулом группа не хотела.
В 1969 году группа выпускает второй сингл «Walking in Different Circles» (на лейбле «Decca Records»). Для солидности в песню добавили партию струнных инструментов.
В середине 1970 года они последний раз меняют название на ELF. В 1972 году группу покидает Талер. В это же время «Эльфов» замечают Роджер Гловер и Иэн Пейс, музыканты находящейся в то время на пике популярности Deep Purple. Роджер Гловер впоследствии вспоминал: «Мы с Пейсом впервые увидели их в Нью-Йорке. Они звучали разнуздано и восхитительно. Ронни был лучшим вокалистом из всех, которых я когда-либо слышал и с кем я ранее работал. Необычный аккомпанемент Микки на пианино делал музыку совсем необычной. У них было основательное авторское партнёрство». Вскоре, в апреле, при содействии Гловера и Пейса началась запись дебютного альбома группы в «Studio One» города Атланта. Дебютная пластинка, названная Elf, была выпущена фирмой «Purple Records» в августе 1972 года. На этом помощь Deep Purple эльфам не окончилась: группа провела два тура по США, предваряя концерты Deep Purple.
В 1973-м году команда перебралась в Англию, а Файнштейн остался дома в Америке. Тогда же в группу приходят гитарист Стив Эдвардс и бас-гитарист Крэйг Грубер (до этого на басу играл Дио). Летом 1973 года Elf подписали два контракта. После чего реализацией их дисков в США стала заниматься «MGM», в Великобритании — «Purple Records».
В начале 1974 года Elf приехали в Англию, где в «The Manor Studios» с продюсером Гловером записали второй альбом, Carolina County Ball (в США он выпущен с другой обложкой и названием LA 59). В апреле-мае группа сопровождала Deep Purple в британском туре. Микки Ли Соул и Ронни Дио также приняли участие в записи альбома Гловера Butterfly Ball and Grasshopper’s Feast.
C 1974 года Elf снова предваряли концерты Deep Purple в США. В конце 1974 года Блэкмор предложил ему попробовать совместную запись, и Дио за ночь написал текст песни «Sixteenth Century Greensleeves». Музыканты попробовали сделать совместную запись этой композиции и Ричи это так понравилось, что он тогда уже начал поговаривать о серьёзной совместной работе. В 1974-м под вывеской «Ronnie Dio and guests» Дио выпустил сингл «Sitting in a Dream».
В декабре к группе присоединился перкуссионист Марк Носиф. Третий альбом группы, Trying to Burn the Sun, продюсировал Гловер, а за работой музыкантов наблюдал Ричи Блэкмор. Сразу же после окончания записей группа была расформирована и четверо её музыкантов (Дио, Соул, Грубер, Дрискол) вошли в созданную Блэкмором группу Rainbow.

## Дальнейшая судьба музыкантов
Дэвид Файнштейн (David Rock Feinstein) после ухода из группы играл в различных группах, пока не создал свой хэви-металлический проект "The Rods". 
В 1987 году группа распалась, а Файнштейн оставил музыку. 
В 2004 году он после долгих лет молчания выступил с новым сольным альбомом, а в 2007 было заявлено о воссоединении "The Rods". В 2010 году вышел новый альбом Файнштейна "Bitten By the Beast", включавший помимо прочего последнюю запись с участием его двоюродного брата Ронни Джеймса Дио «Metal Will Never Die».
Дуг Талер после ухода из группы оставил музыкальный бизнес. В 1983 году он возвращается, но уже в качестве одного из менеджеров "Mötley Crüe".
Дио был вокалистом Rainbow вплоть до конца 1978 года, когда разногласия относительно дальнейшего пути группы побудили Блэкмора уволить Дио. После этого он становится вокалистом Black Sabbath, откуда уходит в 1982-м. После этого он основывает свой проект под названием "Dio", с которым выступал до конца 2009 года. После этого у него был диагностирован рак желудка. Хотя первый сеанс химиотерапии прошел удачно, 16 мая 2010 года Ронни Джеймс Дио уходит в мир иной. Вокалист был одной из самых видных фигур хэви-металлической сцены на протяжении десятков лет.
Крэйг Грубер был уволен из "Rainbow" летом 1975, осенью за ним последовали Дрискол и Соул. Грубер очень недолго успел побывать в "Black Sabbath", когда группу ненадолго оставил Батлер, после чего создал с Дрисколом группу "Bible Black", куда также вошли Джеф Фенхольт и Эндрю Дак Макдоналд. Группа записала два альбома, которые прошли незамеченными, после чего тихо распалась. Грубер после этого гастролировал с Гэри Муром, а после того присоединился к группе "The Rods" и играл в ней до её распада. После этого сотрудничал с некоторыми малоизвестными группами, а также занялся изготовлением бас-гитар. Крэйг Грубер скончался от рака 6 мая 2015 года.
Марк Носиф после расформирования группы играл в "Ian Gillan Band", а после того как Гиллан распустил этот проект, подменил Брайана Дауни в "Thin Lizzy", а в 1978 — 1980 годах играл в группе Гэри Мура "G-Force". В дальнейшем он сотрудничал со многими исполнителями, играя в разных жанрах.
Мики Ли Соул после "Rainbow" недолго играл в "Ian Gillan Band", после чего музыка для него превращается из профессии в хобби. Он работал техником в группе "Deep Purple", время от времени участвуя в записи альбомов в качестве приглашённого музыканта или играя вместе с друзьями.
Гэри Дрискол после ухода из "Rainbow" играл в группах "Dakota" и "Star Castle", пока не основал с Грабером группу "Bible Black", которая успеха так и не добилась. После распада группы зарабатывал сессионной работой. В 1987 году он погиб от руки наркомана. Эта смерть поставила крест на возможном воссоединении группы "Elf".

## Составы
| The Electric Elves (1967—1968)        | - Ронни Джеймс Дио — вокал, бас-гитара - Ник Пантас — гитара - Дэвид Файнштейн — гитара - Дуг Талер — клавишные - Гэри Дрискол — ударные                    |
| The Elves (1968—1969) Elf (1969—1972) | - Ронни Джеймс Дио — вокал, бас-гитара - Дэвид Файнштейн — гитара - Дуг Талер — гитара - Гэри Дрискол — ударные - Мики Ли Соул — клавишные                  |
| Elf (1972—1973)                       | - Ронни Джеймс Дио — вокал, бас-гитара - Дэвид Файнштейн — гитара - Мики Ли Соул — клавишные - Гэри Дрискол — ударные                                       |
| Elf (1973 — декабрь 1974)             | - Ронни Джеймс Дио — вокал - Мики Ли Соул — клавишные - Стив Эдвардс — гитара - Крэйг Грубер — бас-гитара - Гэри Дрискол — ударные                          |
| Elf (Январь - Февраль 1975)           | - Ронни Джеймс Дио — вокал - Стив Эдвардс — гитара - Мики Ли Соул — клавишные - Крэйг Грубер — бас-гитара - Гэри Дрискол — ударные - Марк Носиф — перкуссия |

## Дискография

### Синглы
- «Hey Look Me Over|Hey Look Me Over» / «It Pays to Advertise]]» («The Electric Elves»)
- «Walking in Different Circles» / «She’s Not The Same» («The Elves»)
- «Amber Velvet» / «West Virginia» («The Elves»)
- «Hoochie Koochie Lady» / «First Avenue»
- «Sit Down Honey (Everything Will Be Alright)» / «Gambler, Gambler»

### Номерные альбомы
- Elf (1972)
- Carolina County Ball (1974)
- Trying to Burn the Sun (1975)

### Компиляции и сборники
- The Gargantuan (1978)
- 20 Years of Syracuse Rock (1989)
- The Elf Albums (1991)

### Бутлеги
- Live at the Beacon («The Elves») (1971)
- Live at the Bank («The Elves») (1972)